# سیدهی
 سیدهی  (به انگلیسی: siddhi)

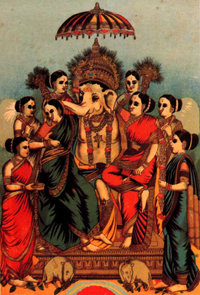
آشتا سیدهی

سیدهی، کمال، ظرفیت پرانیک و توانایی روحی و روانی افزایش یافته، کمال فوق طبیعی یا غیر معمول؛ کنترل ذهن و پرانا. و کرامات و نیروی معجزه آسای یوگیان است. در فصل سوم رسالهٔ «یوگاسوترای» پاتنجلی آمده این نیروی شگفت‌آور، مبین پیشرفت و تجرد و پی بردن به ذات اشیاء است.

## آزادی جان
یوگا دارشا به سیددهی بهوتاجایا اشارتی دارد:
«با تمرکز عمیق سامیان سامادهی (Samyan samadhi) روی اصول ناخالص، خصیصه‌های این اصول، پنج وجه تانمانترا(Tanmatras)، و حتی علت ظریف تر سه گونای ساتتوا(Sattwa)، راجاها(Rajas)، تاماها(Tamaha)و نیروی حفظ جانی(Soul)که در اسارت وابستگی به جسم است، و نیروی آزاد کردن و جدا نمودن جان، یوگی می‌تواند کنترل کاملی روی اصول پنجگانه کسب کند.»

## کندالینی
وقتی در مراقبه هستی، آینده اسرارش را برایت فاش می‌کند، یا معانی نهانی کتاب‌های آسمانی را درک می‌کنی، تمام تردیدهایت محو می‌شوند، و معانی غامض علوم روحانی را حتی با اولین نگاه درمی یابی، به بصیرت باطنی رسیده‌ای، نیروهای غریب سخن وری را کسب کرده‌ای و اعتماد به نفس کامل داری، بدان که کندالینی معطی سیددهیس (siddhis) وارد عمل شده‌است.